# Francisco de Melo
Don Francisco de Melo (ur. 1597, 18 grudnia 1651 w Madrycie) – markiz Tor de Laguny, hrabia Assumaru.
Gdy Francisco de Melo przybył do południowych Niderlandów, miał już za sobą długą polityczną karierę. 
Od 1632 do 1636 był hiszpańskim ambasadorem w Genui. W 1638 został wyznaczony na wicekróla Sycylii, a dwa lata później został ambasadorem w Wiedniu. W latach 1641–1644 (włącznie) był gubernatorem w Południowych Niderlandach.
W roku 1642 odniósł zwycięstwo jako wódz w bitwie pod Honnecourt.
Francisco de Melo zawsze będzie pamiętany z powodu przegranej bitwy pod Rocroi w 1643. Jego porażka militarna jest dziś uznawana za początek upadku hiszpańskiego imperium.